# Oscar Niemeyer
Oscar Ribeiro de Almeida Niemeyer Soares Filho (Rio de Janeiro, 15 december 1907 – aldaar, 5 december 2012) was een Braziliaans architect. Hij was een van de belangrijkste architecten binnen de moderne architectuur en was een pionier in het gebruik van de mogelijkheden van gewapend beton. Hoewel hij een aanhanger was van het functionalisme, had zijn oeuvre niet de kille en blokkerige uitstraling die door de postmodernisten zo werd bekritiseerd. Vanwege de dynamische vorm en sensuele rondingen van zijn gebouwen wordt Niemeyer soms beeldhouwer genoemd in plaats van architect – soms bedoeld uit bewondering, soms bedoeld als kritiek. Hij was tot het eind van zijn leven actief als architect.

## Biografie
Niemeyer werd geboren in een straat die later naar zijn grootvader Ribeiro de Almeida werd vernoemd. Hij bracht zijn jeugd door als een typische jonge "Carioca" uit die tijd: als een zorgeloze levensgenieter. Hij rondde zijn middelbare school af toen hij 21 jaar was en trouwde op deze leeftijd met Annita Baldo, een dochter van Italiaanse emigranten uit Venetië. Met haar kreeg hij een dochter: Anna Maria Niemeyer.
Eenmaal getrouwd, voelde hij de last van verantwoordelijkheid en hij besloot verder te studeren.
Hij begon te werken in het grafisch bedrijfje van zijn vader en hij schreef zich in op de "Escola Nacional de Belas Artes", waar hij in 1934 afstudeerde als ingenieur in de architectuur. In die tijd had hij financiële moeilijkheden, maar desondanks besloot hij om onbezoldigd te werken bij het architectenbureau van Lúcio Costa en Carlos Leão. Hij zette vraagtekens bij de architectuur die hij in de Braziliaanse straten tegenkwam en hoopte dat hij hierop bij deze architecten antwoorden zou vinden.
In 1945 begon hij als architect enige naam op te bouwen. Hij werd toen lid van de Braziliaanse Communistische Partij. Niemeyer was een kind uit de tijd van de Russische Revolutie, een jonge idealist tijdens de Tweede Wereldoorlog en overleefde de Koude Oorlog. Toen in 1964 het leger de macht overnam en de democratie plaatsmaakte voor de dictatuur, ging Niemeyer in ballingschap naar Frankrijk. Niemeyer's ontwerp voor de luchthaven van Brasilia werd geannuleerd en de Braziliaanse commandant van de luchtmacht schertste dat communistische architecten in Moskou zouden moeten werken.

## Eerste werken
In 1937 werd het architectenbureau van Lucio Costa en Carlos Leão, waar Niemeyer werkte, door de Braziliaanse minister van Onderwijs Gustavo Capanema gevraagd om het nieuwe gebouw van het ministerie van Onderwijs en Gezondheid in Rio de Janeiro te ontwerpen. Dit project maakte deel uit van de politieke context van de República Nova ("Nieuwe Republiek"), toen de toenmalige president Getúlio Vargas de architectuur en het urbanisme wilde gebruiken ter illustratie van de nieuwe koers van de natie: export van landbouwproducten (bijvoorbeeld koffie) en industrialisatie.
Het Palácio Capanema (het ministerie van Onderwijs en Gezondheid) was een van de eerste gebouwen die fundamenteel modernistisch waren. Het project was dermate gedurfd dat Costa andere jonge architecten riep om het project 'te verdelen': Affonso Eduardo Reidy, Ernani Vasconcellos, Jorge Moreira en zelfs de Frans-Zwitserse architect Le Corbusier. Laatstgenoemde had tegen die tijd een aantal boeken over architectuur geschreven maar had nog nooit de kans gehad om zijn ideeën in de praktijk toe te passen, met uitzondering van enkele zomerhuisjes. Hij werd zowel door Lucio Costa als Oscar Niemeyer zeer bewonderd. Het gebouw werd in 1943 voltooid.
In 1939 reisde Niemeyer met Costa naar New York om het Braziliaanse paviljoen op de wereldtentoonstelling te ontwerpen. Hij verzorgde daar een presentatie over het Palácio Capanema. Het was een tijd waarin Europa en de Verenigde Staten hun aandacht geheel richtten op de Tweede Wereldoorlog terwijl Brazilië zich op architectuur kon richten. Hierdoor behoorde Niemeyer plotseling tot de voorhoede van de internationale moderne architectuur, waartoe hij dankzij zijn talent geruime tijd zou blijven behoren.

## Pampulha-project
In 1940 leerde Niemeyer de latere Braziliaanse president Juscelino Kubitschek kennen. Deze was destijds burgemeester van Belo Horizonte en wilde een gebied ten noorden van de stad ontwikkelen dat Pampulha heette. Kubitschek vroeg Niemeyer er een aantal gebouwen voor te ontwerpen. Aldus kreeg hij op 33-jarige leeftijd zijn eerste individuele opdracht met onder meer het Museu de Arte da Pampulha, de kerk São Francisco de Assis en een planten- en dierentuin.
Toen deze gebouwen in 1943 klaar waren, oogstten ze zowel bewondering als kritiek. De Katholieke Kerk weigerde tot 1959 de São Francisco de Assis-kerk in Belo Horizonte in te wijden, deels vanwege de onorthodoxe vorm, deels vanwege de moderne muurschilderingen van Cândido Portinari. De muurschildering was geheel abstract, op een herkenbare hond na die mogelijk Sint-Franciscus van Assisi voorstelde.
Bij het Pampulha-project begon Niemeyer met een stijl die kenmerkend zou blijken voor zijn gehele oeuvre: hij maakte gebruik van de vormgevende mogelijkheden van het gewapend beton om golvende vormen aan zijn gebouwen te geven. Wanneer Niemeyer een gebouw ontwierp, gebruikte hij zo min mogelijk rechte lijnen. Liever gebruikte hij organische vormen. Hij weigerde echter te erkennen dat zijn gebouwen een zekere esthetica hebben, wat in tegenspraak zou zijn met zijn functionalisme: in plaats daarvan omschreef hij altijd nauwkeurig de functie van iedere ronding.

## Jaren veertig en vijftig

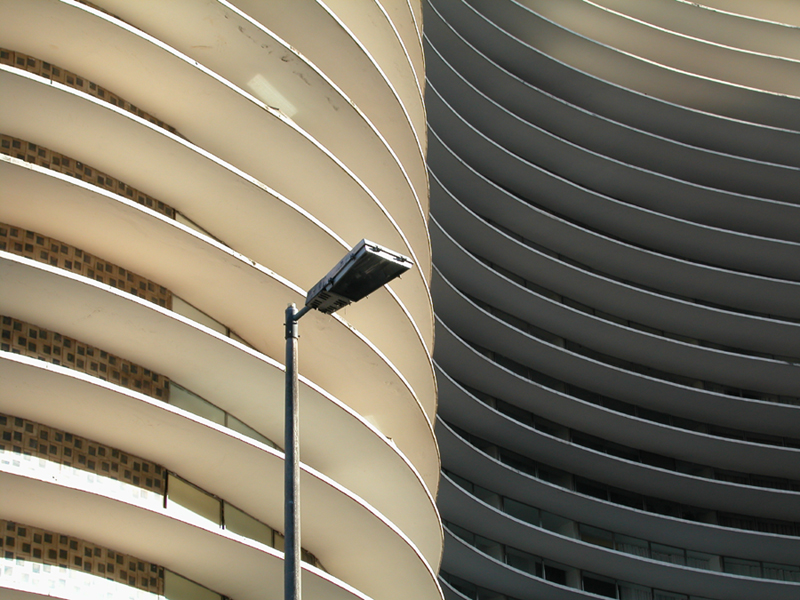
Edifício Niemeyer (voltooid in 1955) in Belo Horizonte

In 1947 bereikte hij internationale bekendheid. Niemeyer ontwierp toen het hoofdkwartier van de Verenigde Naties in New York. Het jaar daarvoor kreeg hij reeds een uitnodiging van Yale-universiteit, maar vanwege zijn politieke ideeën werd hem een visum geweigerd. In 1950 verscheen het eerste boek over zijn werk (The Work of Oscar Niemeyer) in de VS, geschreven door Stamo Papadaki.
In Brazilië ontwierp hij in São Paulo het Parque do Ibirapuera (een park met paviljoenen voor exposities dat ter ere van het 400-jarig bestaan van São Paulo werd gebouwd en het Edifício Copan (een 37 verdiepingen hoog appartementsgebouw) in 1951. In 1952 kwam hij eindelijk toe aan het bouwen van zijn eigen huis in Rio de Janeiro. In dit Casa das Canoas huist tegenwoordig de Oscar Niemeyer Stichting.
Juscelino Kubitschek werd in 1956 tot president van Brazilië gekozen en nam opnieuw contact met Niemeyer op. Dit keer ging het om een project van een andere orde: het bouwen van Brasilia, de nieuwe hoofdstad in het onbewoonde midden van het land.

## Brasilia

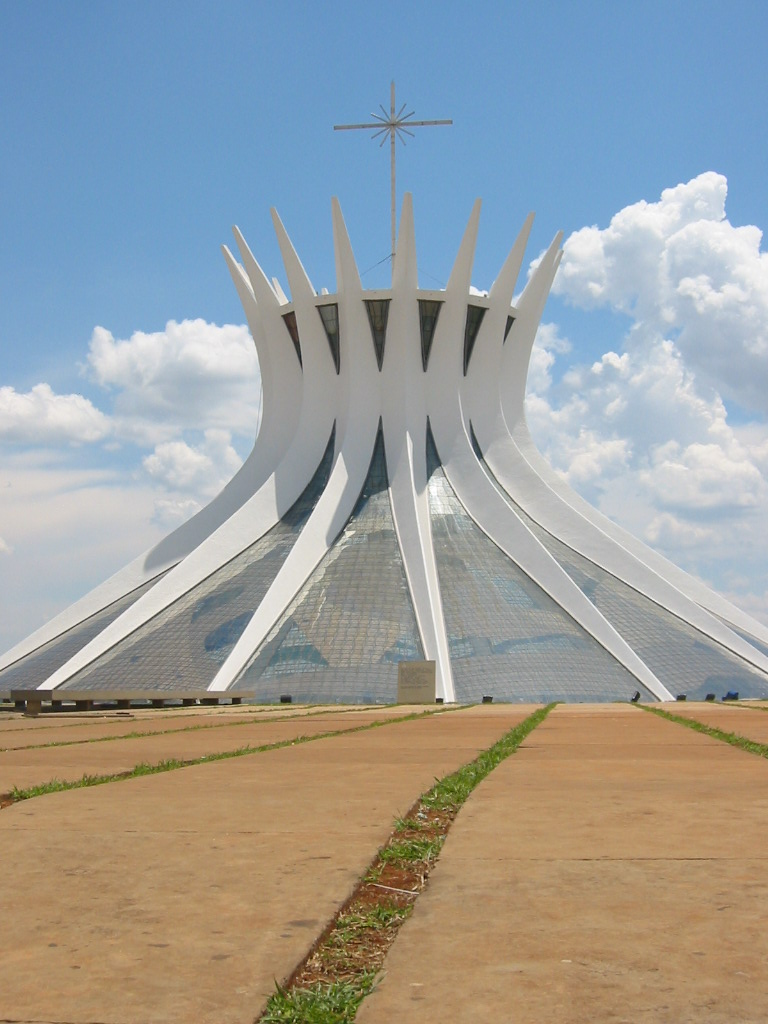
Kathedraal van Brasilia (voltooid in 1970)

Voor de nieuwe Braziliaanse hoofdstad Brasilia ontwierp Niemeyer zelf de belangrijkste gebouwen. Zijn oude vriend en voormalige baas Lúcio Costa ontwierp de stadsplattegrond. Voor andere gebouwen schreef Niemeyer een concours uit.
Binnen enkele maanden ontwierp Niemeyer tientallen gebouwen, zowel bedrijfsgebouwen, overheidsinstellingen als woonblokken. Ook ontwierp hij de presidentiële residentie Palácio da Alvorada (Paleis van het Ochtendgloren), het Nationaal Congres, de Kathedraal van Brasilia, de gebouwen van de ministeries, het hoofdkantoor van de regering (Palácio do Planalto). Brasilia heeft vanuit de lucht gezien de vorm van een vliegtuig, waardoor de stad een zekere formele eenheid uitstraalt. De Kathedraal van Brasilia is een opvallend ontwerp, waarin diverse moderne symbolen zijn verwerkt. De ingang van deze kathedraal bevindt zich ondergronds via een slecht verlichte gang die sterk contrasteert met het sterke natuurlijke licht binnen in de kathedraal.
De bouw van Brasilia was een monumentaal project om een gehele stad uit het niets te doen verrijzen midden in het droge en onbevolkte midden van Brazilië. Het was Kubitscheks bedoeling dat dit als hefboom zou werken voor de industriële ontwikkeling van Brazilië door de afgelegen delen via de hoofdstad met elkaar te verbinden en het binnenland te bevolken. Niemeyer en Lucio Costa maakten hiervan gebruik om hun modernistische ideeën praktisch vorm te geven: straten zonder kruisingen, gebouwen die op pilaren boven de grond zweven waardoor de ruimte eronder als openbare ruimte kan worden benut en integratie van de stad met de natuur.
Brasilia is gepland, gebouwd en in gebruik genomen binnen de regeringstermijn van vier jaar die de Braziliaanse president ter beschikking had. Na de bouw werd Niemeyer coördinator van de Faculteit van de Architectuur aan de Universiteit van Brasilia. In 1963 werd Niemeyer erelid van het Amerikaanse Instituut voor Architectuur, in hetzelfde jaar waarin hij de Leninprijs voor de vrede in ontvangst nam.
In 1964 keerde hij terug van een reis uit Israël naar een Brazilië dat totaal veranderd was. In maart 1964 werd president João Goulart tijdens een militaire staatsgreep afgezet. De militairen veranderden het land in een dictatuur.

## Ballingschap
De positie van communisten was bijzonder moeilijk tijdens de militaire dictatuur in Brazilië. Niemeyers projecten werden discreet geweigerd, het hoofdkantoor van het tijdschrift waarvan hij directeur was (Módulo) werd vernietigd, zijn klanten verdwenen. In 1965 namen 200 professoren, onder wie Niemeyer, ontslag bij de Universiteit van Brasilia uit protest tegen de politiek jegens de universiteiten. In hetzelfde jaar reisde Niemeyer naar Frankrijk voor een tentoonstelling over zijn werk in het Louvre.
Het jaar daarna vestigde hij zich in Parijs. Daar begon een nieuwe fase in zijn leven en in zijn werk. Hij opende een kantoor op de Champs Elysées en had klanten in verschillende landen. In Frankrijk ontwierp hij het hoofdkantoor van de Franse Communistische Partij en het cultureel centrum Le Volcan in Le Havre. In Italië ontwierp hij het hoofdkantoor van uitgeverij Mondadori.

## Jaren tachtig en later

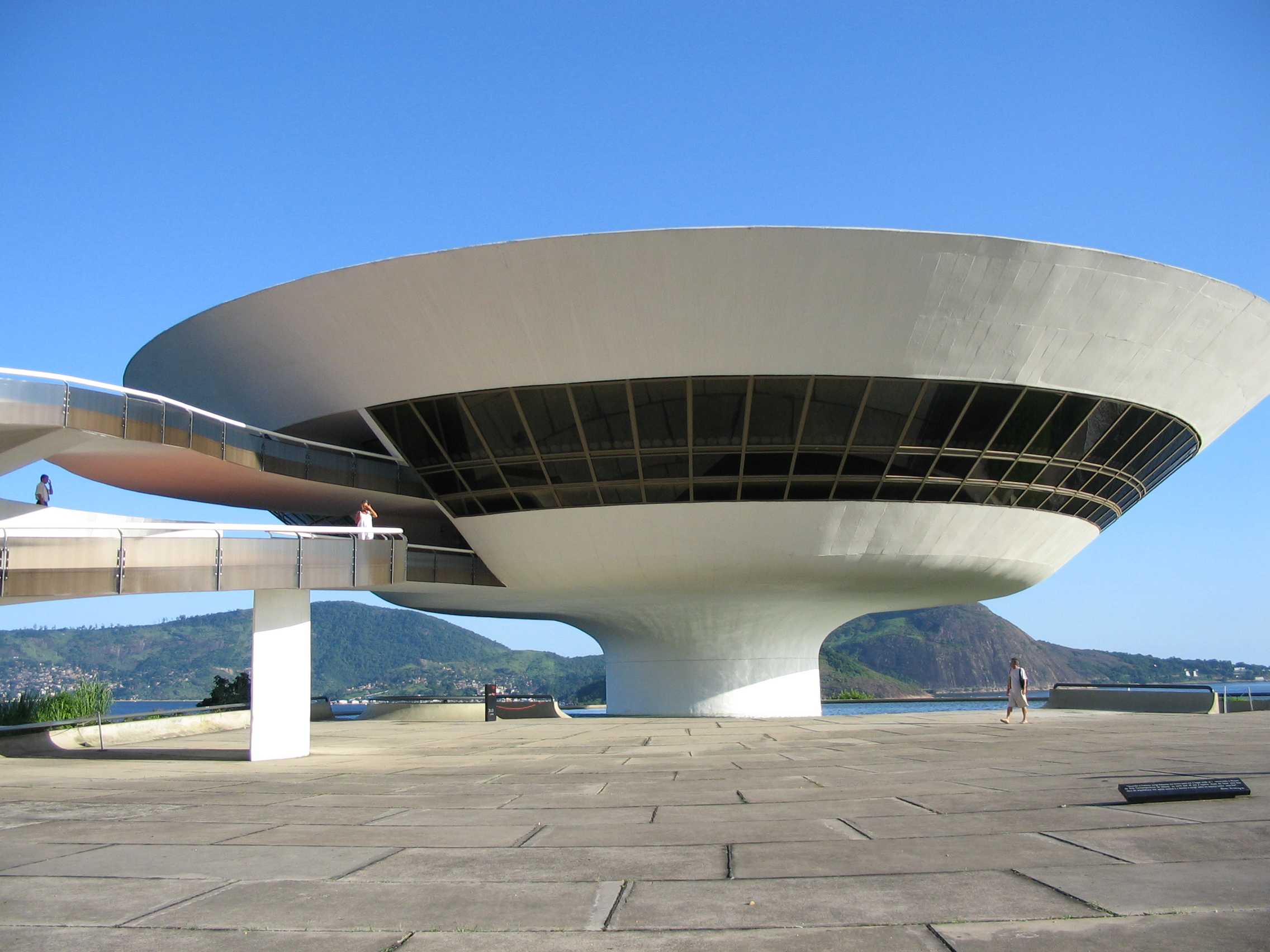
Museu de Arte Contemporânea (voltooid in 1996) in Niterói, een voorstad van Rio de Janeiro

De Braziliaanse dictatuur duurde 21 jaar. In de jaren tachtig werd de Braziliaanse politiek geleidelijk aan steeds liberaler. In deze context keerde Niemeyer terug naar zijn land. Hij typeerde dit als het begin van de laatste fase van zijn leven. In deze periode ontwierp hij het Memorial JK in Brasilia (een gedenkteken ter ere van Juscelino Kubitschek, 1980), het Sambódromo da Marquês de Sapucaí in Rio de Janeiro (1984), het Panteão da Pátria (Pantheon van het Vaderland, 1985) en het Memorial da América Latina (1987).
In 1988 won hij de Pritzker Prize voor architectuur.
In 1996, op de respectabele leeftijd van 89 jaar, ontwierp hij wat velen beschouwen als zijn belangrijkste werk: het Museu de Arte Contemporânea (MAC) oftewel het Museum van de Moderne Kunst in Niterói.
In 2003 werd Niemeyer gevraagd om de Serpentine Gallery in Londen te bouwen, een kunstgalerie die ieder jaar een beroemde architect vraagt om het gebouw te verbouwen.
Op 22 november 2003 werd in de Braziliaanse stad Curitiba een complex geopend waarin onder andere het Museu Oscar Niemeyer gehuisvest is.
Van 21 september tot 17 oktober 2009 verbleef Niemeyer in het ziekenhuis vanwege galstenen en een darmtumor. Daarna hervatte hij zijn werk aan een reeks gebouwen in Niterói, waar hij in 2010 ook een museum opende dat tekeningen en modellen van zijn werk tentoonstelt.
Niemeyer overleed op woensdag 5 december 2012, tien dagen voor zijn 105e verjaardag in een ziekenhuis in Rio de Janeiro, waar hij op 2 november vanwege een luchtweginfectie was opgenomen. Hij is begraven in Rio de Janeiro.

## Fotogalerij van werken

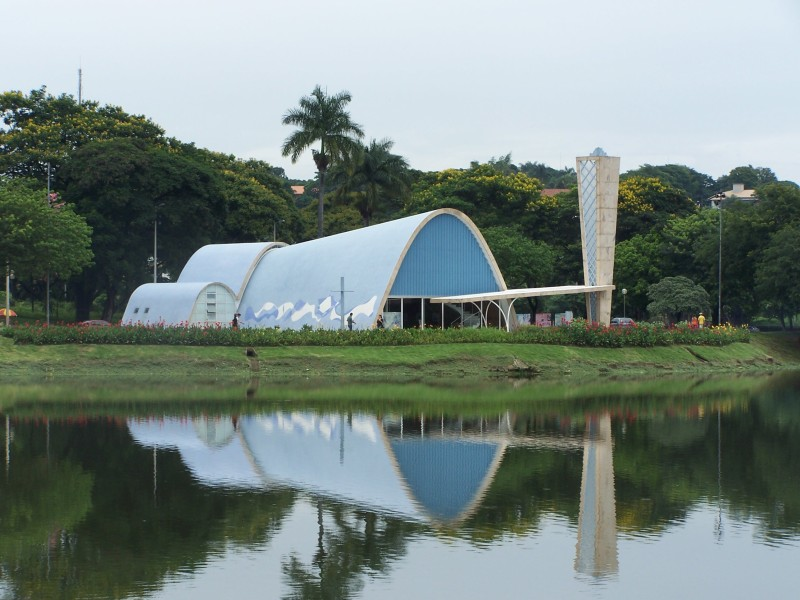
São Francisco de Assis-kerk in Belo Horizonte, 1943
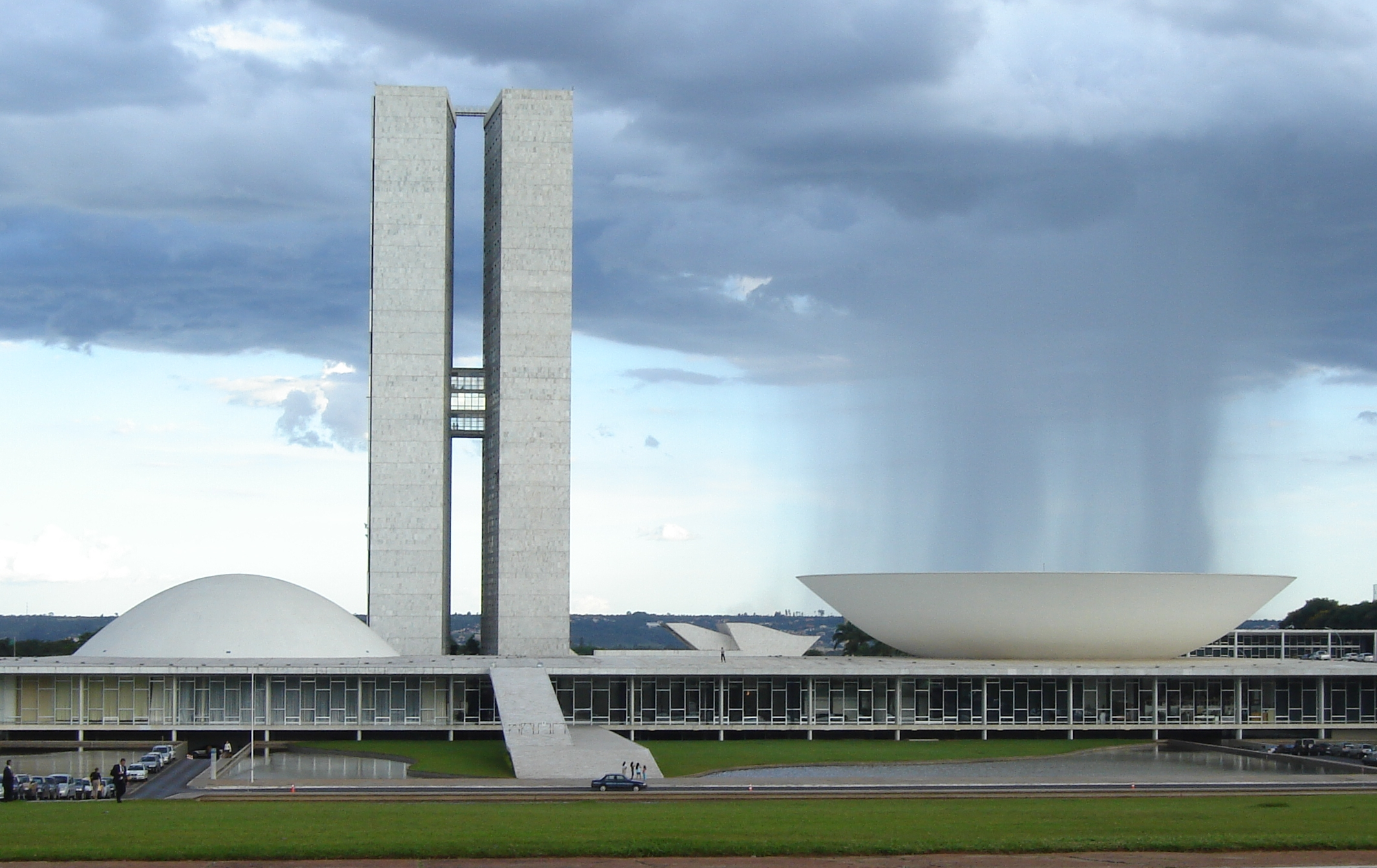
Nationaal Congres in Brasilia, 1960
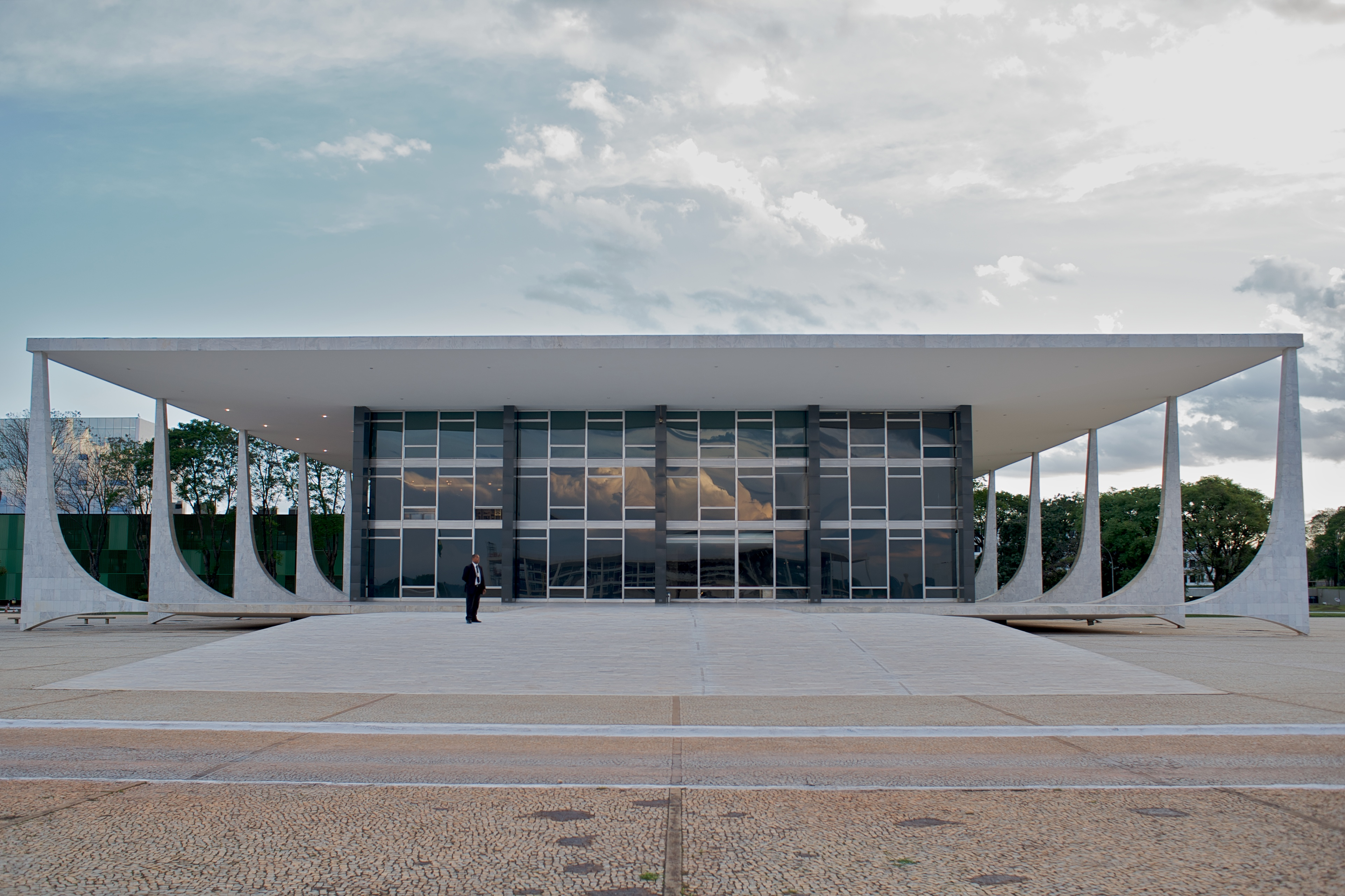
Federaal Hooggerechtshof in Brasilia, 1960
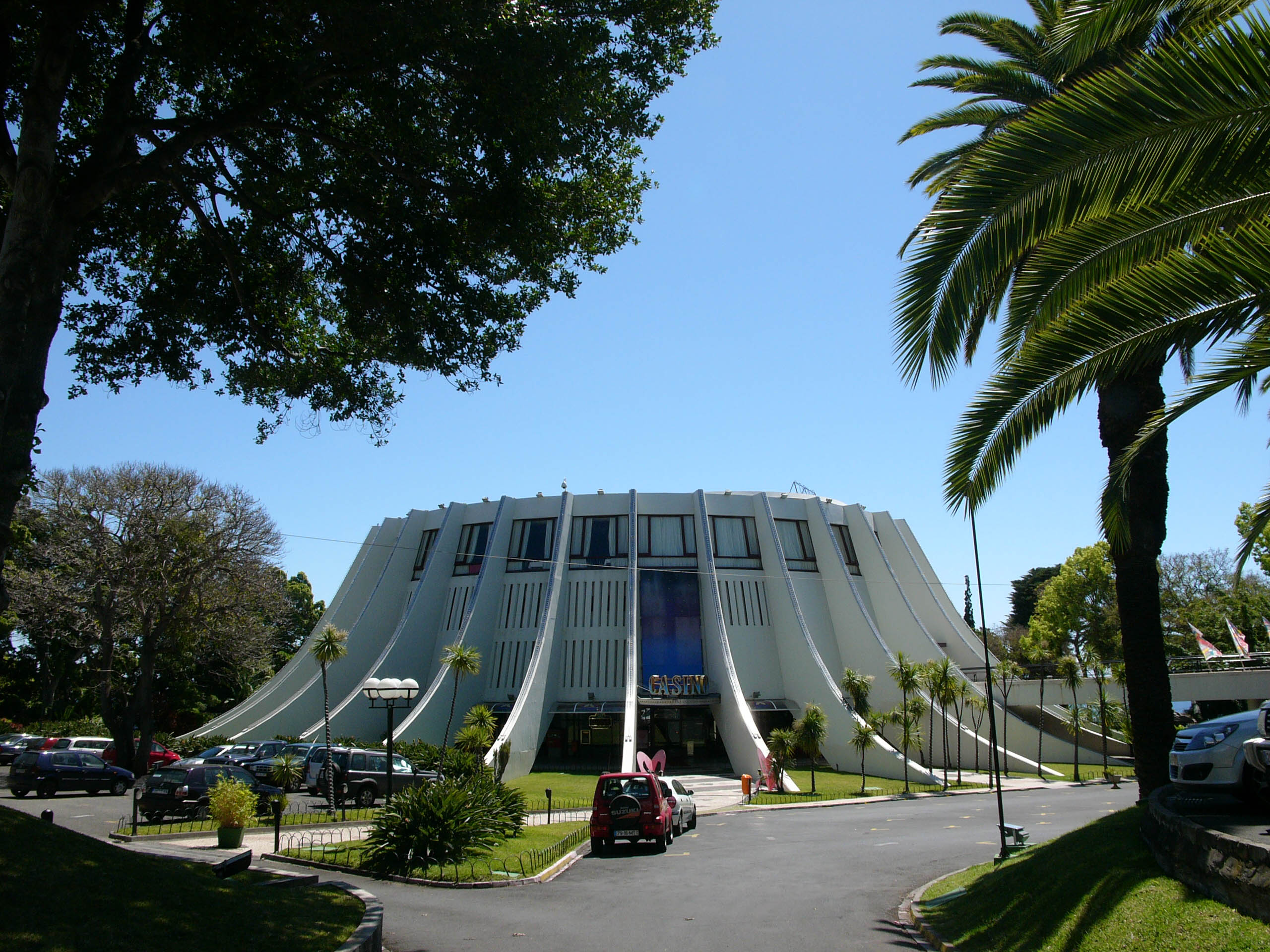
Casino in Funchal (Portugal), 1966
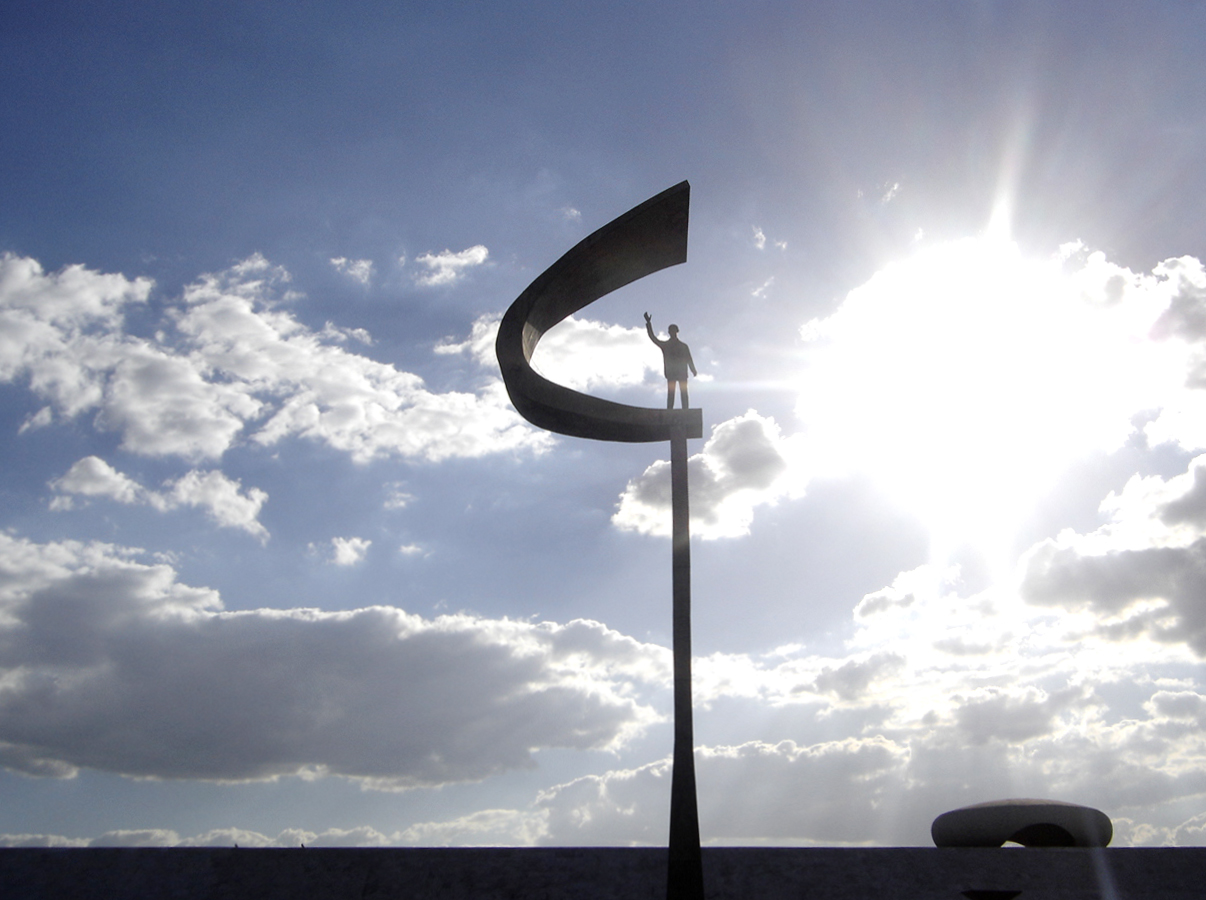
Memorial JK in Brasilia, 1981
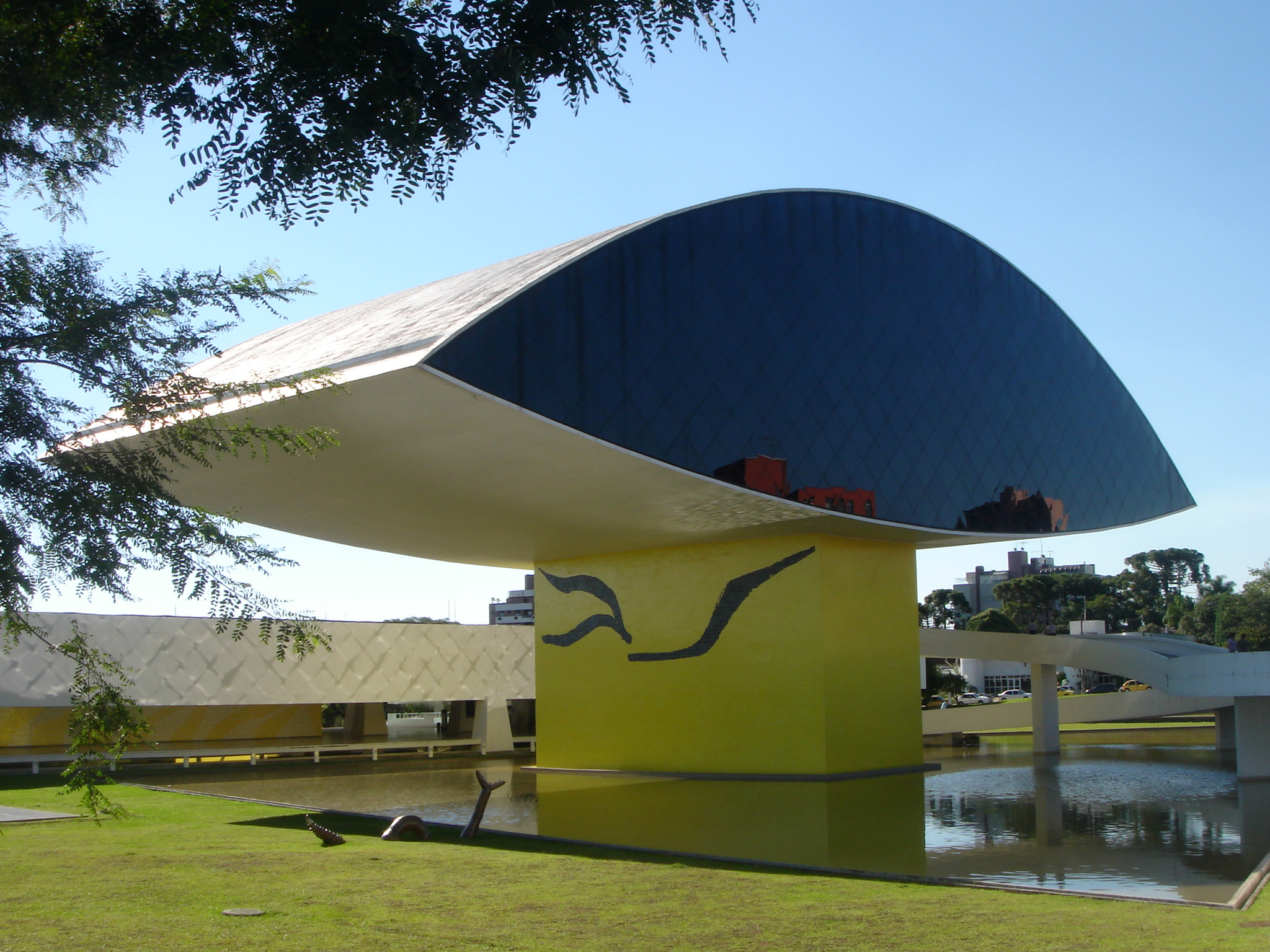
Museu Oscar Niemeyer in Curitiba, 2002
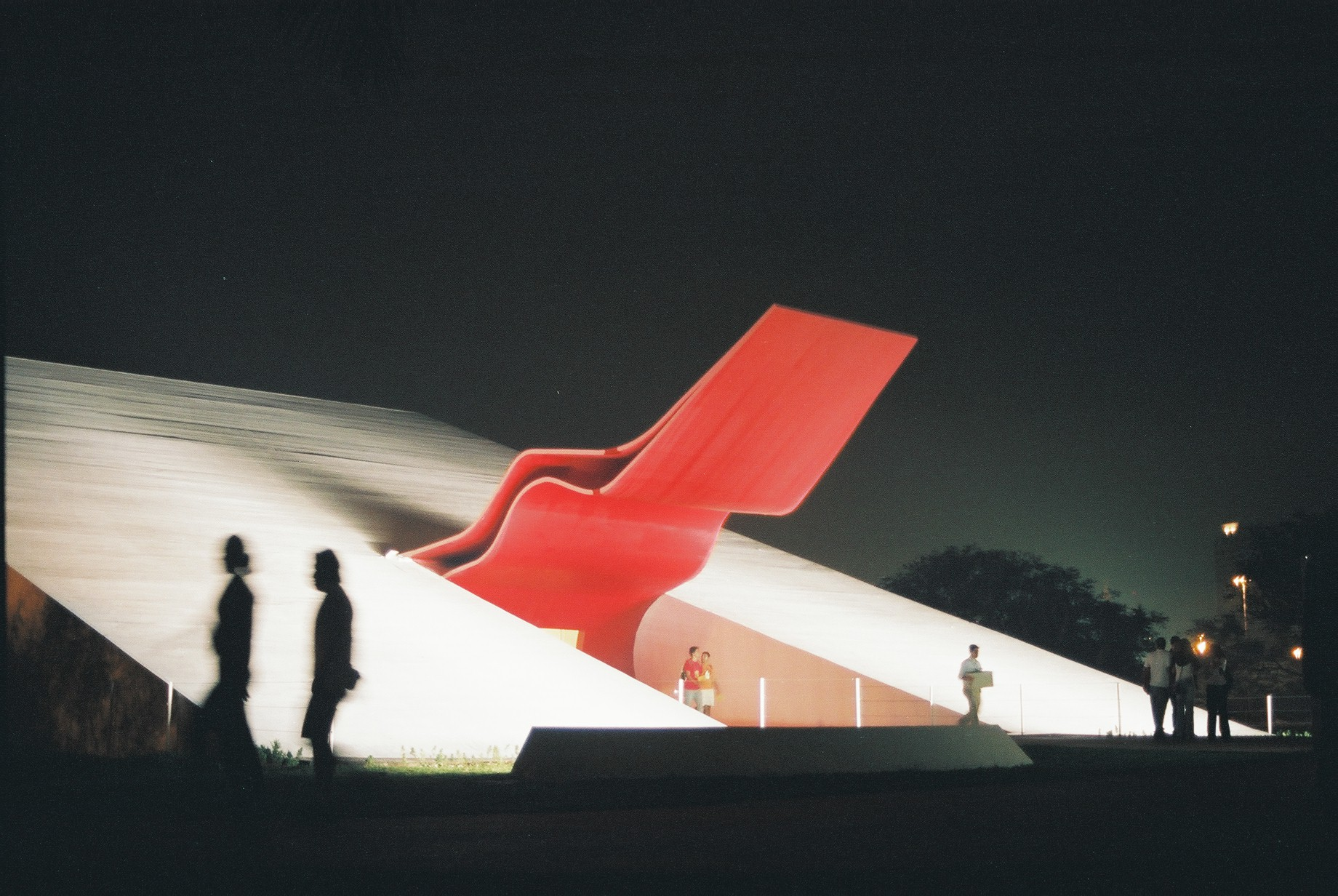
Auditório Ibirapuera in het Ibirapuerapark in São Paulo, 2005
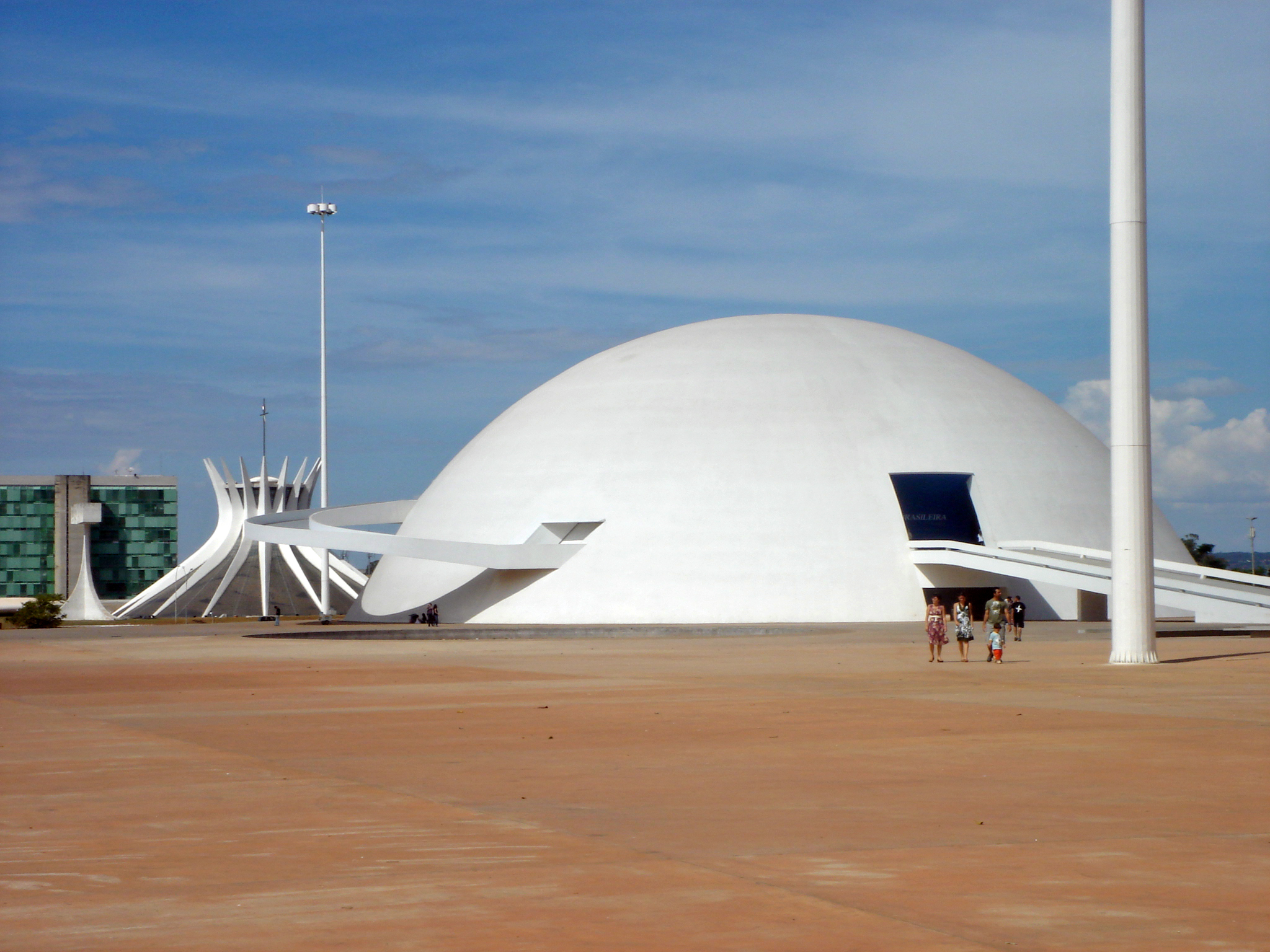
Nationaal museum van Brazilië in Brasilia, 2006
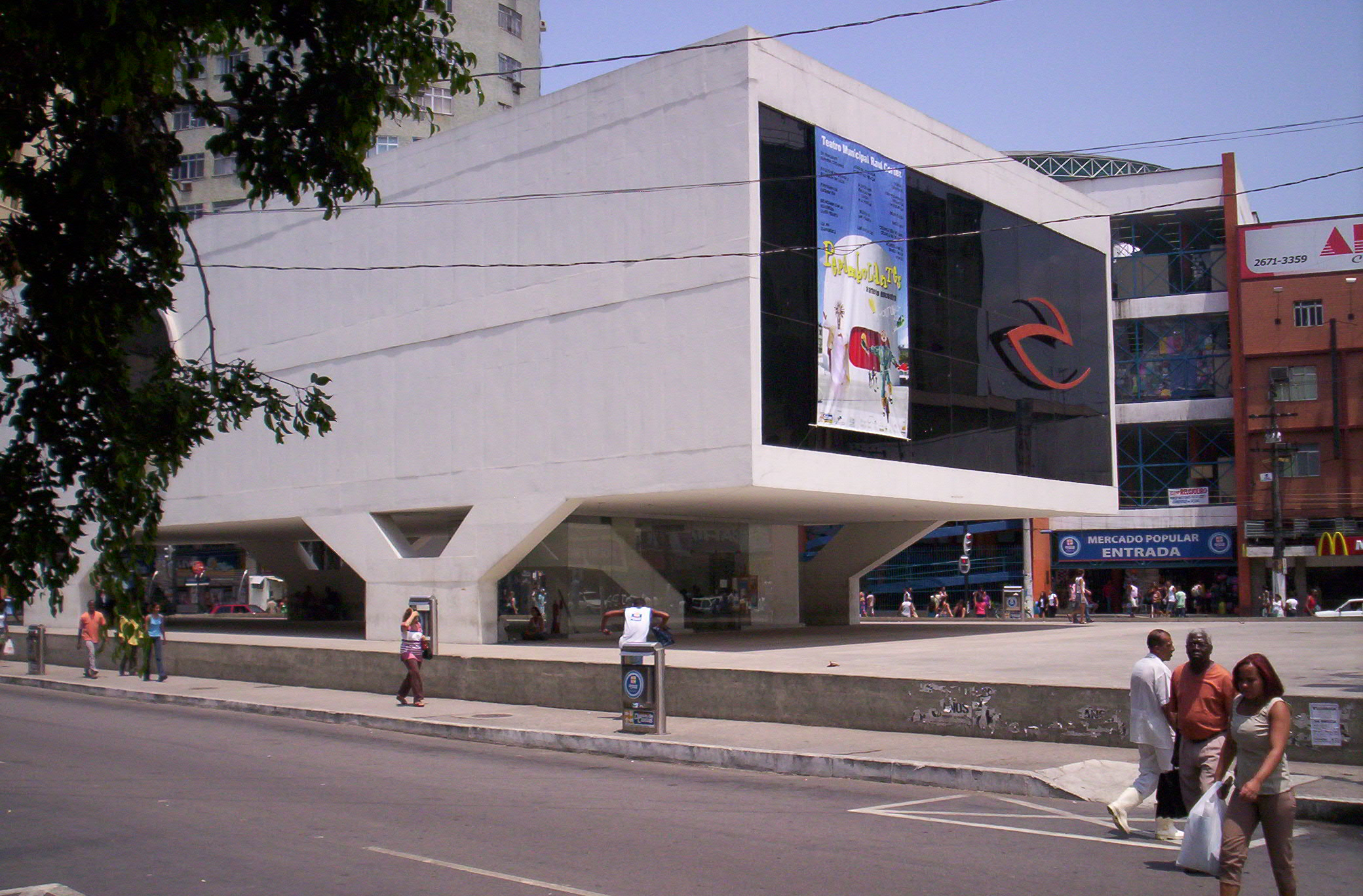
Openbare bibliotheek in Duque de Caxias, 2006